# Martin Landau
Martin Landau (20. června 1928 New York – 15. července 2017 Los Angeles) byl americký televizní a filmový herec, držitel Oscara za nejlepší mužský herecký výkon ve vedlejší roli ve filmu Ed Wood z roku 1994, ve kterém hrál postavu maďarské herecké hvězdy němé éry Bély Lugosiho.
Jeho dcerou je herečka Juliet Landau.